# Kyllini
Kyllini (řecky Κυλλήνη) je horský masiv nacházející se na severu poloostrova Peloponés v Řecku. Jedná se o druhý nejvyšší masiv na poloostrově. Nejvyšší bod je zcela pustá náhorní plošina vrcholu Plakes (2374 m), ležící na jihovýchodě masivu.

## Poloha
Kyllini se nachází na za hlubokým údolím řeky Olbios, na hranicích regionálních jednotek Arkadie a Achaie na severovýchodě, střed pohoří leží v regionální jednotce Koryntia. Na jihu leží město Tripoli a na severu potom město Derveni.

## Charakteristika
Velká část hor je neúrodná a skalnatá, ačkoli oblast pod 2000 m je velkou měrou zalesněná. Ve výšce 908 m se na úbočí hor nachází observatoř. Horský masív Killini má několik vrcholů. Na severu stoupá výběžek do výšky 1628 m, ve severovýchodě dosahuje pohoří výšky 2086 m. Jihozápadně od náhorní plošiny Feneos vystupuje další vrchol do výšky 1754 m. Na severozápadě pohoří kulminuje výškou 1793 m a to mezi dolinami řek Krathis na západě a Krios na východě.

## Vodstvo
V pohoří Killini pramení několik řek. Všechny se vlévají do Korintského zálivu. na západně je to řeka Krathis. Na východě protéká řeka Krios. U města Derveni na pobřeží Korintského zálivu ústí řeka Zacholitikos. Největší řeka masivu je Sythas. Ústí řeky Sythas je mezi městy Xylokastro a Zevgolatio. Dvě další řeky tečou do jezera Stymfalia.

## Přístup
Výchozím místem pro turistické výstupy v horách je město Trikala, z kterého jsou snadno dosažitelné dva bivaky, vhodné pro přenocování před túrami v nejvyšším patře masivu. Jednotlivé hřebeny masivu Killini jsou protkány množstvím značených turistických cest, po nichž je možno dosáhnout několika dalších vrcholů (např. Paranga).